# Championnat de Serbie de football 2010-2011
Navigation
Édition précédente Édition suivante
L'édition 2010-2011 de la Jelen SuperLiga est la cinquième saison de la première division serbe de football. Seize clubs prennent part à la compétition, qui se tient du 14 août 2010 au 29 mai 2011, et rencontrent leurs adversaires deux fois, à domicile et à l'extérieur. Le Partizan Belgrade, champion pour la troisième fois d'affilée la saison précédente, tente de conserver son titre face aux quinze autres meilleurs clubs du pays.
Trois places sont directement qualificatives pour les compétitions européennes que sont la Ligue des Champions et la Ligue Europa, la quatrième place étant celle du vainqueur de la Coupe de Serbie.
Pour la quatrième fois de suite, le Partizan remporte le championnat, devant l'Étoile rouge de Belgrade et le Vojvodina Novi Sad. Vainqueur également de la coupe nationale, c'est le quatrième du classement, le Rad Belgrade, qui récupère la dernière place européenne, puisque le finaliste est aussi qualifié pour la Ligue Europa.

## Les seize clubs participants
- Étoile rouge de Belgrade
- Partizan Belgrade
- OFK Belgrade
- Čukarički Stankom
- Javor Ivanjica
- Vojvodina Novi Sad
- Jagodina
- Borac Čačak
- Hajduk Kula
- Rad Belgrade
- BSK Borča
- FC Smederevo
- Spartak Zlatibor Voda
- Metalac Gornji Milanovac
- FK Inđija – Promu de D2
- Sloboda Point Sevojno – Promu de D2

## Compétition

### Classement[1]
Le barème de points servant à établir le classement se décompose ainsi :
- Victoire : 3 points
- Match nul : 1 point
- Défaite : 0 point

| Rang | Équipe                    | Pts | J  | G  | N  | P  | Bp | Bc | Diff |
| ---- | ------------------------- | --- | -- | -- | -- | -- | -- | -- | ---- |
| 1    | Partizan Belgrade (T) (C) | 76  | 30 | 24 | 4  | 2  | 75 | 21 | +54  |
| 2    | Étoile rouge de Belgrade  | 70  | 30 | 22 | 4  | 4  | 52 | 18 | +34  |
| 3    | Vojvodina Novi Sad        | 67  | 30 | 20 | 7  | 3  | 44 | 14 | +30  |
| 4    | Rad Belgrade              | 52  | 30 | 14 | 10 | 6  | 38 | 21 | +17  |
| 5    | Spartak Zlatibor Voda     | 43  | 30 | 11 | 10 | 9  | 34 | 27 | +7   |
| 6    | OFK Belgrade              | 43  | 30 | 12 | 7  | 11 | 27 | 25 | +2   |
| 7    | Sloboda Point Sevojno (P) | 43  | 30 | 12 | 7  | 11 | 34 | 35 | -1   |
| 8    | Javor Ivanjica            | 39  | 30 | 9  | 12 | 9  | 20 | 24 | -4   |
| 9    | Borac Čačak               | 39  | 30 | 9  | 12 | 9  | 22 | 28 | -6   |
| 10   | FC Smederevo              | 35  | 30 | 8  | 11 | 11 | 24 | 31 | -7   |
| 11   | Jagodina                  | 32  | 30 | 8  | 8  | 14 | 26 | 33 | -7   |
| 12   | BSK Borča                 | 30  | 30 | 7  | 9  | 14 | 20 | 37 | -17  |
| 13   | Hajduk Kula               | 29  | 30 | 7  | 8  | 15 | 25 | 37 | -12  |
| 14   | Metalac Gornji Milanovac  | 29  | 30 | 8  | 5  | 17 | 21 | 38 | -17  |
| 15   | FK Inđija (P)             | 26  | 30 | 7  | 5  | 18 | 29 | 47 | -18  |
| 16   | Čukarički Stankom         | 5   | 30 | 0  | 5  | 25 | 10 | 65 | -55  |

|  | Qualifié pour le 2e tour préliminaire de la Ligue des Champions 2011-2012         |
|  | Qualifié pour le 3e tour préliminaire de la Ligue Europa 2011-2012                |
|  | Qualifié pour le 2e tour préliminaire de la Ligue Europa 2011-2012                |
|  | Qualifié pour le 1er tour préliminaire de la Ligue Europa 2011-2012               |
|  | Relégué en Prva liga                                                              |
|  | (T) : Tenant du titre (C) : Vainqueur de la Coupe de Serbie 2010-2011 (P) : Promu |

### Classement des buteurs
| Rang | Joueur              | Club                  | Buts |
| ---- | ------------------- | --------------------- | ---- |
| 1    | Ivica Iliev         | Partizan Belgrade     | 13   |
| 1    | Andrija Kaluđerović | Étoile rouge          | 13   |
| 3    | Aboubakar Oumarou   | Vojvodina Novi Sad    | 10   |
| 4    | Radosav Petrović    | Partizan Belgrade     | 9    |
| 4    | Prince Tagoe        | Partizan Belgrade     | 9    |
| 6    | Stefan Babović      | Partizan Belgrade     | 8    |
| 6    | Cléo                | Partizan Belgrade     | 8    |
| 6    | Vladimir Jovančić   | Rad Belgrade          | 8    |
| 6    | Vladimir Torbica    | Spartak Zlatibor Voda | 8    |
| 10   | Nemanja Arsenijević | Sloboda Point Sevojno | 7    |
| 10   | Giorgi Merebashvili | Vojvodina Novi Sad    | 7    |

## Bilan de la saison
| Tableau d'Honneur |                   |
| Compétition       | Vainqueur         |
| SuperLiga         | Partizan Belgrade |
| Coupe de Serbie   | Partizan Belgrade |

| Promotions et relégations |                   |
| Relégués en Prva liga     | FK Inđija         |
| Relégués en Prva liga     | Čukarički Stankom |
| Promus de Prva liga       | BASK Belgrade     |
| Promus de Prva liga       | —                 |

| Qualifications européennes 2011-2012 |                          |
| Ligue des Champions                  | Qualifié                 |
| 2e tour de qualification             | Partizan Belgrade        |
| Ligue Europa                         | Qualifiés                |
| 3e tour de qualification             | Étoile rouge de Belgrade |
| 2e tour de qualification             | Vojvodina Novi Sad       |
| 1er tour de qualification            | Rad Belgrade             |